# Contea di Pennington (Dakota del Sud)
La contea di Pennington, in inglese Pennington County, è una contea dello Stato del Dakota del Sud, negli Stati Uniti. La popolazione al censimento del 2000 era di 88 565 abitanti. Il capoluogo di contea è Rapid City.